# Szakjapa
Ez a szócikk a tibeti buddhista Szakja iskoláról szól. Az ősi Sákja törzzsel a  Sákja szócikk foglalkozik.

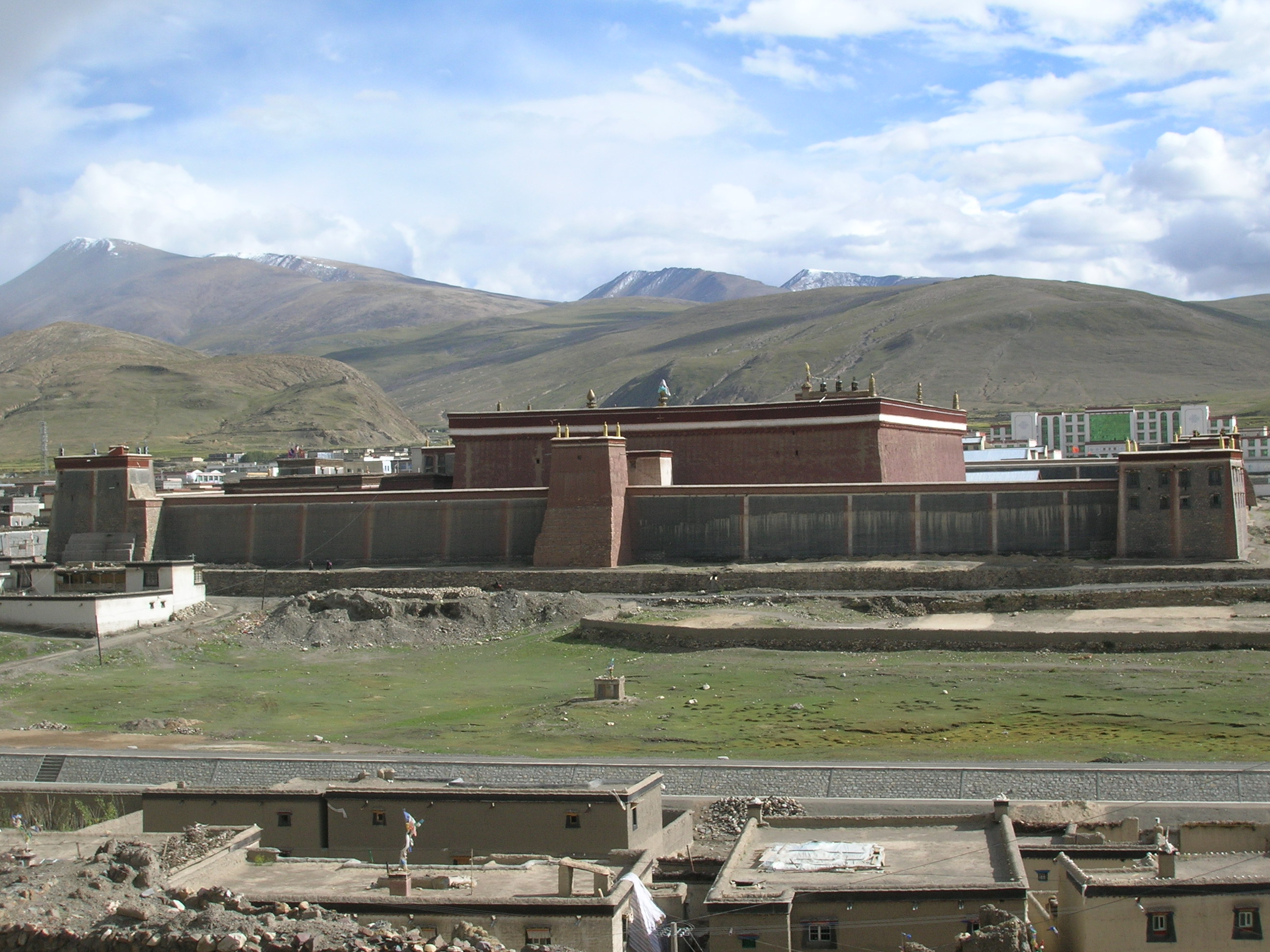
A tibeti Szakja kolostor, a Szakjapa központja

A szakjapa, vagy szakja (tibeti: ས་སྐྱ་, wylie: sza szkja, "színtelen föld") iskola a tibeti buddhizmus négy iskolája közül az egyik. A többi három: a nyingma, a kagyü és a gelug. Ez az egyik vörös sapkás szekta a nyingma és a kagyü mellett.

## Története

### Az alapításáról szóló legenda
Az Indiából Tibet felé utazó indiai tanító, Atísa (982-1053) megjósolta egy pihenője során, hogy azen a helyen egy Avalokitésvara, hét Mandzsusrí és egy Vadzsrapáni emanáció (isteni vagy szellemi kisugárzás) fog hatást gyakorolni az érző lények javára. A Mandzsusrí-tantrában már Sákjamuni Buddha és később Padmaszambhava is megjövendölték, hogy ezen a területen egy kolostornak nagy jelentősége lesz a tanok terjesztésében. Azóta beszélhetünk szakjapákról, amióta Khön Koncshog Gyalpo (1034-1102) megkezdte az első szakja kolostor építését, így őt tekinthetjük a szakja iskola megalapítójának. Ő és utódai a szakja trónon a mai napig a Khön család nemzetségéből származnak.
Amikor a buddhizmus a 8. században Tibetbe érkezett, Khön Nagaraksita volt Padmaszambhava tanítványa, egyike az első hét tibetinek, akik Szamjéban, buddhista szerzetessé avatottan, buddhista tanokat tibetire fordítottak. A Khön tagjai 750-1073-ig az ún. „öreg tantrákat” gyakorolták és olyan meditációs istenségeken át, mint Srí Visuddha és Vadzsrakilaja értek el magas szellemi megvalósításokat. A 9. században Khön Serab Cultrim kormányzási ideje alatt tantrikus szimbólumok és azok titkos jelentései jutottak a nyilvánosság tudomására. A fejedelem ekkor nagyon megijedt, hogy emiatt az öreg tantrák gyakorlóinak nehézségeik támadhatnak. Ezért olyan tantra-tanokat keresett, amelyek nincsenek megterhelve fogadalomszegéssel. Elküldte öccsét, Khön Koncshog Gyalpo-t a híres fordítóhoz Drogmi Locavá-hoz (992-1074), hogy nála tanulmányozzák az új tantrákat. Hosszú gyakorlással Koncshog Gyalpo elsajátította az új tantra módszereket, mindenekelőtt a Lam-Dre (lam-'brasz) tanokat. Negyvenévesen megépíttette a fehér felületű Pönpo Ri hegy alatti területen a kolostort, amely a környék után a Szakja nevet kapta.
Koncshog Gyalpo fia Sacsen Kunga Nyingpo (1092- 1158) kora összes szútra és tantra tanait elsajátította, különösen a két indiai mester Árja Nágárdzsuna és Mahasziddha Virupa vonalát. 11évesen végig csinált egy Mandzsusrí visszavonulást. Hat hónap elteltével egy vízió során Árja Mandzsusrí a Zsenpa Zsidel tanítást adta neki, amely az „Elszakadás a négy ragaszkodástól”:
|  | „Ezen élethez, ha ragaszkodsz, nem vagy vallásos ember. A létezés világához, ha ragaszkodsz, nincs benned lemondás. Saját célodhoz, ha ragaszkodsz, nincs meg benned a megvilágosodás gondolata. A ragaszkodás, ha felkél, nincs birtokodban a szemlélet.” |
|  | |

### A tanok továbbadása és terjesztése
Sacshen Kunga Nyingpo a Lam-Dre tanokat, valamint a Hevadzsra beavatásokat Sangton Csöbar-tól, majd később egy vízió során magától a mahasziddha Virupától kapta. A gurujaitól kapott összes tanítást fiainak is átadta. A hagyomány szempontjából két fia, Szönam Cemo (1142- 1182) és Dhagpa Gyalcen (1147- 1216) követte őt. Dhagpa Gyalcen unokaöccsének Szakja Panditának aki saját részről szintén az unokaöccsének Chögyal Phagpá-nak közvetítette a tanokat. Ez az öt dzsecün vált a szakjapa hagyomány korai nagy mesterévé. Az első három világi hívő, Szakja Pandita és Csögyal Phagpa szerzetes volt. A jelenlegi Szakja Trizin (a szakja trón fenntartója) Őszentsége Ngawang Kunga, a Khön Drolma palotájából származik és mint a 41. szakja trizin, az Indiában lévő dehra duni szakja központban él.
Az öt dzsecün leghíresebb tagja Szakja Pandita Kunga Gyalcen (1182- 1251) volt, aki 27 évesen lett szerzetes, miután találkozott a kasmíri Sákja Sribhadrával. Buddhista, és nem buddhista filozófiát, logikát, kö1tészetet, asztrológiát és művészetet, valamint szanszkritot és tantrát tanult több indiai, nepáli, kasmíri és tibeti mestertől. Rendkívüli tudásának köszönhetően elnyerte az indiai pandit rangot és címet. Összesen 114 vallási művet írt, köztük „A helyes felismerés logikájának kincse” címűt (Cad-ma rigsz-gter), ami az egyetlen olyan tibeti írás, amelyet valaha szanszkritra lefordítottak. Mint kiemelkedő hírű buddhista tanítót meghívta őt Mongóliába Dzsingisz kán unokája Godan kán. Ő maga már nem tudott eleget tenni a meghívásnak, de unokaöccse Drogon Csögyal Phagpa (1235- 1280) a következő kán, Kubiláj kínai császár kérésének megfelelően Mongóliába utazott. Itt, Kubiláj kán udvarában Phagpa a mongol nyelv számára egy saját ábécét szerkesztett. A kán később a buddhizmust állami vallássá emelte és kinevezte Phagpát Tibet helytartójává. Így Csögyal Phagpa lett az első olyan tibeti uralkodó, akinek a vallási, és a világi hatalom is a kezében volt. Ez idő alatt a Szakja kolostor nagy templomának az építését is befejezték. Őt testvére Csangna követte, akivel együtt összesen több mint száz évig ura1kodtak Tibetben.

## Az iskola tanai
Azok, akik érdeklődéssel fordultak Tibet, és annak vallási kultúrája felé a szakjapákat a négy tibeti buddhista hagyományvonal egyikeként ismerik. Kiemelt jelentősége van annak, hogy olyan saját tantrikus hagyományok birtokosai és őrzői, amelyeket részben csak ez a vonal gyakorol. A Lam-Dre tanok, (Az út és gyümölcse) melyeket csak mindig teljességében szabadott továbbadni, egy fokozatos út tanítását tartalmazzák. Ide tartoznak:
- a Nang Szum, a három szemléleti mód (tisztátalan, tapasztalási, és tiszta/.- beavatások);
- és a Gyud Szum, a háromszoros tantra, annak szemléletmódja és egy szisztematikusan felepített meditációs út, melynek célja a megteremtési, és befejezési fokozaton át a Mahamudra megvalósítása.
A szakjapák által több száz tanítás jutott el Indiából Tibetbe. Az indiai mahasziddhák legjelentősebb gyakorlatai közül kiemelkednek a Lam-Dre tanitások, Virupától a Hevadzsra tantra, Padmaszambhavától a Vadzsrakilaja, Naropától a Vadzsrajoginí, Vararucsitól a Mahakala, és Nagardzsunától a Guhjaszamadzsa. Megemlíthetőek még a Csakraszamvara, Szamputa, Vadzsra Bhairava, kálacsakra, Acshala stb. tanok, és a 13 Arany Dharma, a különböző istenségekhez tartozó tantrák, melyeket azért neveznek aranynak, mert azokat tiszta aranyért "vásárolták".
A hagyományok által őrzött szabályok szigorú betartásának köszönhetően ezeknek a tanoknak a tiszta ereje mindmáig megmaradt. A nem tibeti világi gyakorlók számára nem egyszerű hozzájutni ezekhez a tanításokhoz, hiszen nemcsak a szabályok ismerete szükséges, hanem a készség is azok betartására. Ha egy szakja tanító vagy tanítónő magas szintű beavatást ad, úgy azt egy időben legfeljebb csak 25 főből álló csoportnak adhatja és bizonyos útmutatásokat csak négyszemközt közölhet. A legértékesebb tanításokat szóban, egymás után háromszor közlik a tanítvánnyal. Ez a tanító részéről komoly idő-igénybevételt jelent, ezért a tanítvány a tiszta tanok átadását kérdésekkel nem zavarhatja. Ezek után következnek a magyarázatok, és ha a körülmények megadják a lehetőséget, akkor ezek után lehet kérdéseket feltenni. Ha valaki egy szakja tanítónál a három drágaságtól (Buddha, dharma, szangha) menedéket vesz, akkor buddhistává válik. Akik egy szakja lámánál leteszik a rendi fogadalmat, azok szerzetesek lesznek. Egy szakjapává csak akkor válhat valaki, ha a hagyományvonal speciális tanításait megkapta, azokat megőrzi, és egész életén át gyakorolja, emellett két meghatározott meditációs istenséggel kapcsolatos napi gyakorlatait elvégzi, valamint naponta gyakorolja a guru-jógát Szakja Panditával és Virupával.
Bárhol is tanítják, vagy ápolják ezeket a szakja gyakorlatokat, Ázsiától Európáig, Amerikától Ausztráliáig, azok mindmáig egy élő hagyomány hordozói.

## A jelenlegi szakja trizin
A jelenlegi szakja trizin (Ngavang Kunga Tekcsen Palbar Szampel Vangi Gyalpo) 1945-ben született a dél-tibeti Cedongban. Tibet egyik legősibb spirituális családjából, a Khön családból származik, és a negyvenegyedik tagja a lámák töretlen vonalának, melynek eredete 1073-ba nyúlik vissza. A szakja hagyomány vezetője; a szakja trizin elnevezés jelentése „ a szakják trónjának fenntartója”. Hétéves korában, apja halálakor vált a szakják vezetőjévé, miközben már intenzív tanulmányokat és szellemi gyakorlatokat folytatott a szakja hagyomány tanításai alapján. Még gyerekkorában részt vett egy hét hónapos elvonuláson. Főbb tanítómesterei: Dzsamjang Tyencé Csötyi Lodrö, Ngavang Lodrö Senpen Nyingpo, Csögye Trincsen Rinpocse, valamint Khenpo Appé Rinpocse voltak.
1959-ben, mikor a kínaiak megszállták Tibetet, Indiába távozott. Ott Csögye Tricsen Rinpocse útmutatásai által bevezetést nyert és tanulmányozta a Rime gyűjteményt, a Gyüde Kuntut (a Tantrák gyűjteménye), valamint a Lamdre-t (Út és Gyümölcsei). A három alapvető Szakja vonal, a Szakja, Car és Ngor vitele mellett szakja trizin tartja a teljes tanításait a „Vashíd”-nak, valamint a nyingmapák „Hatalmas Tökéletesség”-nek is, melyeket Drubcsen Rinpocse és Dzsamjang Tyencé Rinpocse hagyományozták rá. Ő tartja fenn a Lamdre tanításokat is, melyek átfedik mind a hínajána, mahájána és mantrajána utakat is. Számtalan kolostort alapított Indiában és Kelet-Ázsiában. Kialakította száműzetésbeli székhelyét az Indiai Radzspurban, amelynek közelében létrehozta a Szakja kollégiumot, mely a magasabb filozófiai tudományok iskolája, ahol logikát, filozófiát, pszichológiát oktatnak és gyakorolnak. Kiválóan beszél angolul, 1974 óta többször utazott Európába, az USA-ba és Délkelet-Ázsiába, ahol tanításokat és beavatásokat adott.
1986-ban megalapította a magyar szakjapa közösséget, a Szakja Tasi Csölinget, mely közösség 1998-tól hivatalosan bejegyzett egyházként működik. A szakja trizin 1998-ban, 2002-ben és 2007-ben látogatást tett Magyarországon és tanításokat, beavatásokat tartott több száz ember számára.
Jelenléte nagymértékben elősegítette a magyarországi buddhizmus fejlődését.